# Teresa Manganiello
Teresa Manganiello, OFS (1. ledna 1849, Montefusco – 4. listopadu 1876, tamtéž) byla italská římská katolička, členka III. františkánského řádu. Katolická církev ji uctívá jako blahoslavenou.

## Život
Narodila se dne 1. ledna 1849 v Montefuscu. Její rodiče se živili jako farmáři.
Přitahoval ji řeholní život a roku 1871 se stala členkou Sekulárního františkánského řádu. Byla inspirována životem sv. Františka z Assisi. Měla touhu založit novou ženskou řeholní kongregaci. Papež bl. Pius IX. ji roku 1873 přijal na soukromé audienci a požehnal jí v této touze, kterou považovala za své životní poslání.
Postihla ji však náhlá nemoc, na kterou dne 4. listopadu 1876 ve své rodné obci zemřela, aniž by stihla toto své poslání dokončit. Jejích spisů si všiml kapucínský kněz Lodovico Acernese, který na jejich základě založil dne 8. prosince 1881 v Pietradefusi ženskou řeholní kongregaci Neposkvrněných sester františkánek. Je tak považována za duchovní zakladatelku této kongregace, i přesto, že se jejího založení nedožila.

## Úcta
Její beatifikační proces započal dne 23. dubna 1991, čímž obdržela titul služebnice Boží. Dne 3. července 2009 ji papež Benedikt XVI. podepsáním dekretu o jejích hrdinských ctnostech prohlásil za ctihodnou. Dne 19. prosince 2009 byl uznán zázrak na její přímluvu, potřebný pro její blahořečení.
Blahořečena pak byla dne 22. května 2010 na Piazza Risorgimento v Beneventu. Obřadu předsedal jménem papeže Benedikta XVI. arcibiskup Angelo Amato.
Její památka je připomínána 4. listopadu.